# Liechtensteinroute
Die Liechtensteinroute oder Liechtenstein-Fürstenroute, tschechisch Liechtensteinská stezka, ist ein grenzüberschreitender Radweg von Niederösterreich nach Südmähren. Sie befindet sich im Dreiländereck Österreich – Tschechien – Slowakei, wobei die Slowakei vom Radweg nicht berührt wird.
Die Bezeichnung rührt von den Liechtensteinern, die in diesem Gebiet, wo der Radweg durchführt, einen großen kulturellen Einfluss über Jahrhunderte hatten.
Dementsprechend beginnt die Radroute beim Schloss Wilfersdorf, das noch heute im Besitz der Liechtensteiner ist, vorbei am Schloss Prinzendorf über Neusiedl an der Zaya nach Altlichtenwarth. Weiter führt die Route über Bernhardsthal nach Reintal, wo man die Grenze nach Tschechien passiert. Fährt man von Reintal direkt nach Schrattenberg, so bleibt man auf österreichischem Staatsgebiet. Die Route wird dabei auf 68 km verkürzt.
Hier kommt man in weiträumige Parkanlagen, die in der Kulturlandschaft Lednice-Valtice liegen, vorbei. Am östlichen Teich vorbei gelangt man nach Lednice, vorbei an zahlreichen Bauten der Liechtensteiner. Das Schloss Lednice mit dem ausgedehnten Schlosspark bildet den nördlichsten Punkt der Strecke.
Nach Süden führt sie am westlichen Teich vorbei zum Schloss Valtice, wo sie kurz später österreichisches Gebiet erreicht.

## Fotos

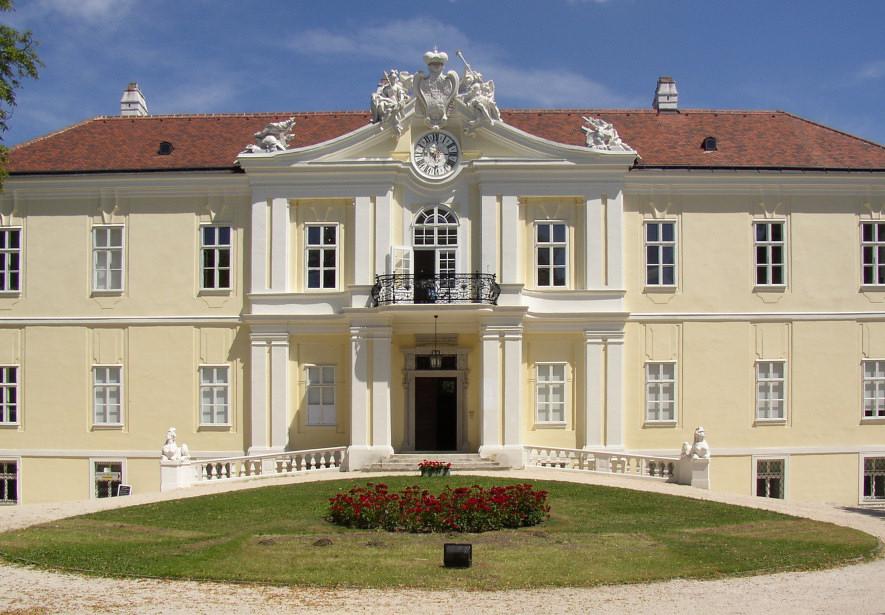
Ausgangspunkt Schloss Wilfersdorf
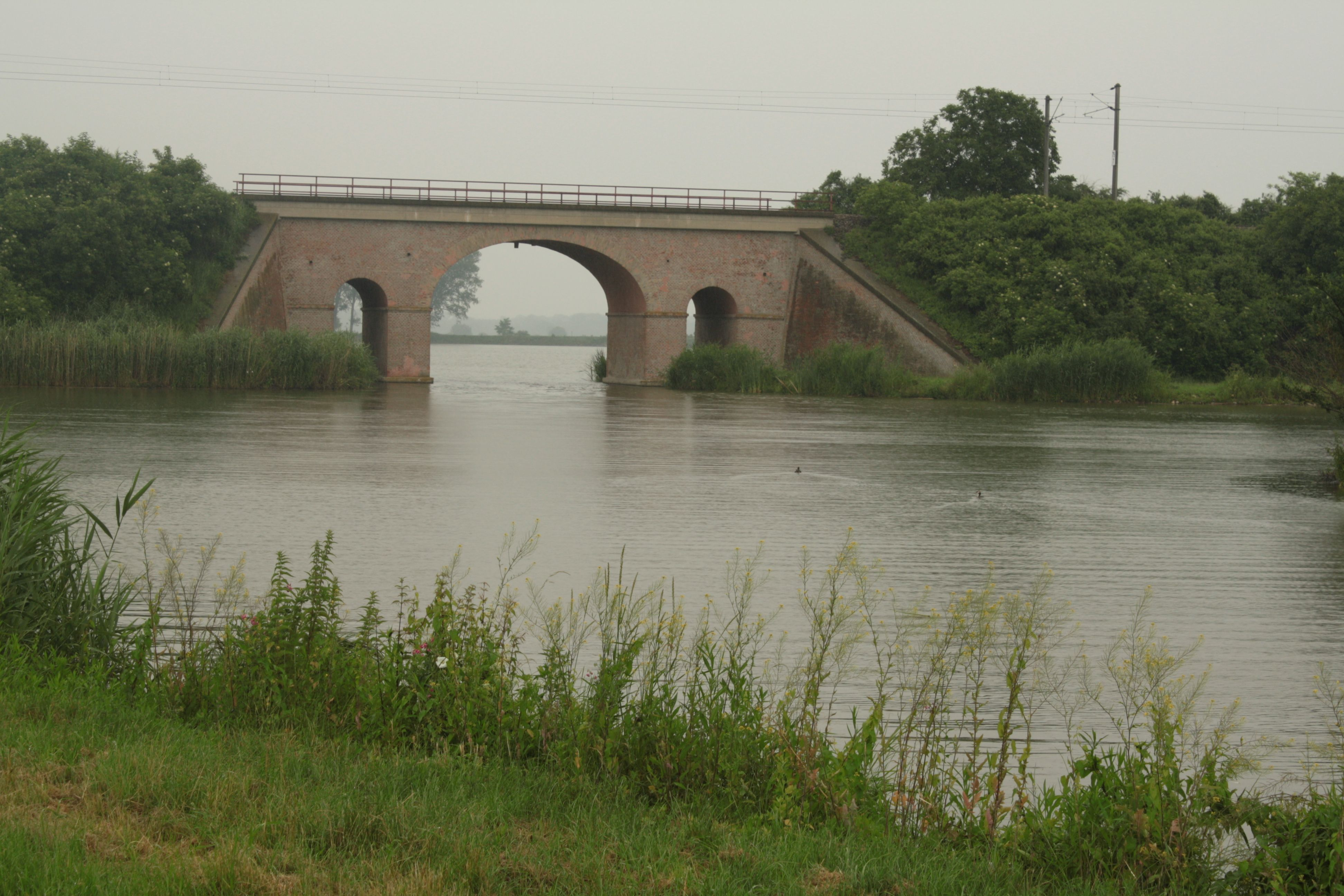
Bernhardsthaler Teich
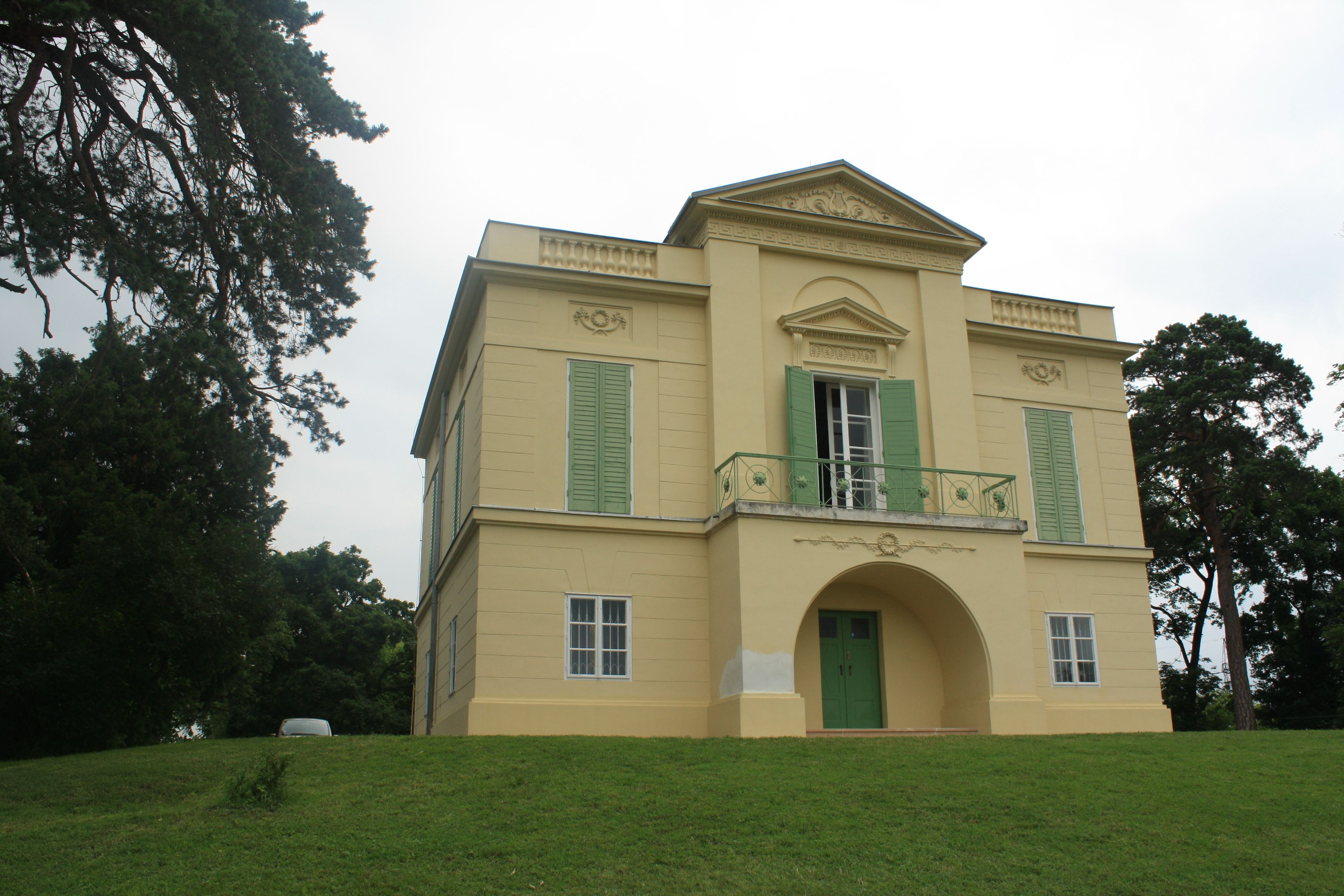
Teichschlösschen
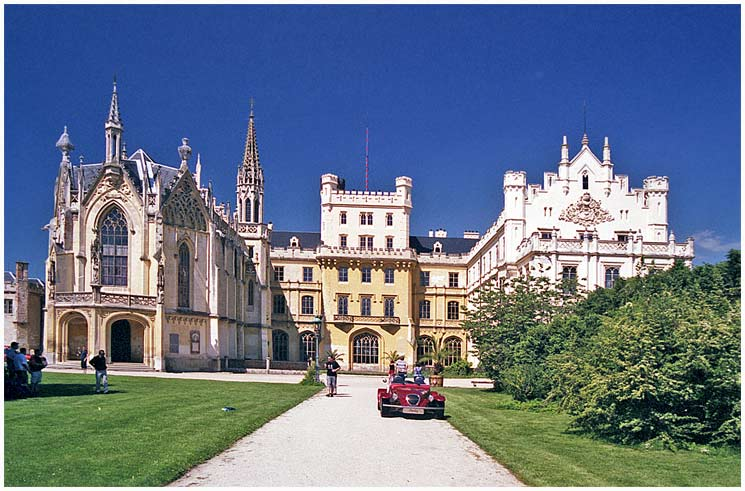
Schloss Lednice
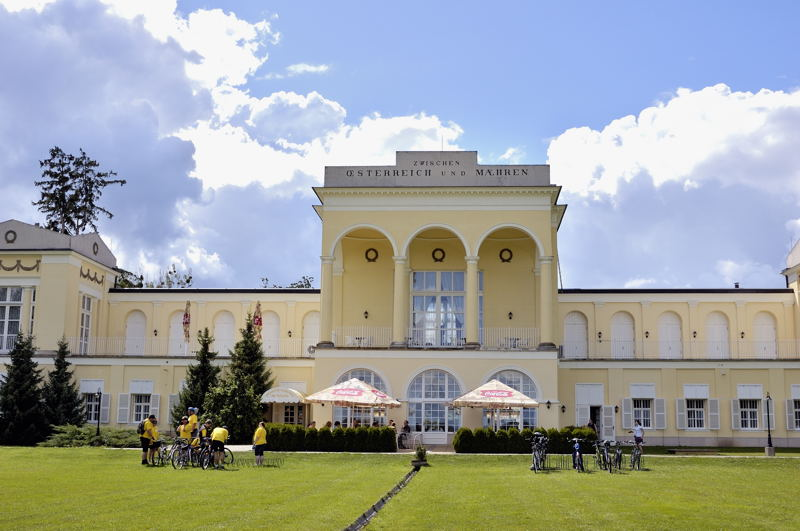
Grenzschlösschen
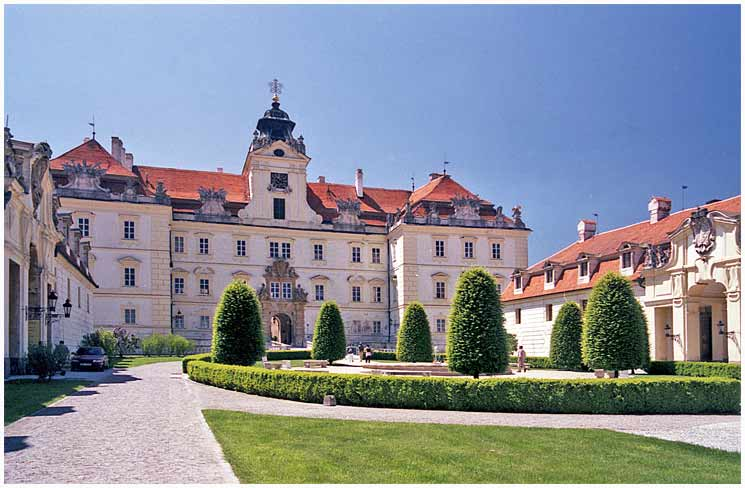
Schloss Valtice
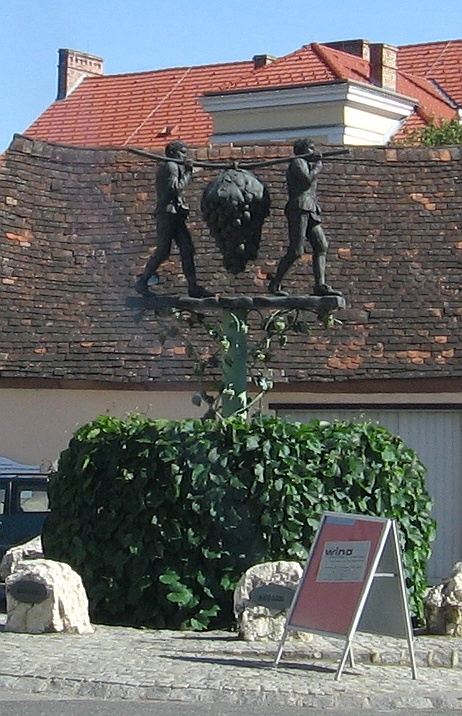
Poysdorf
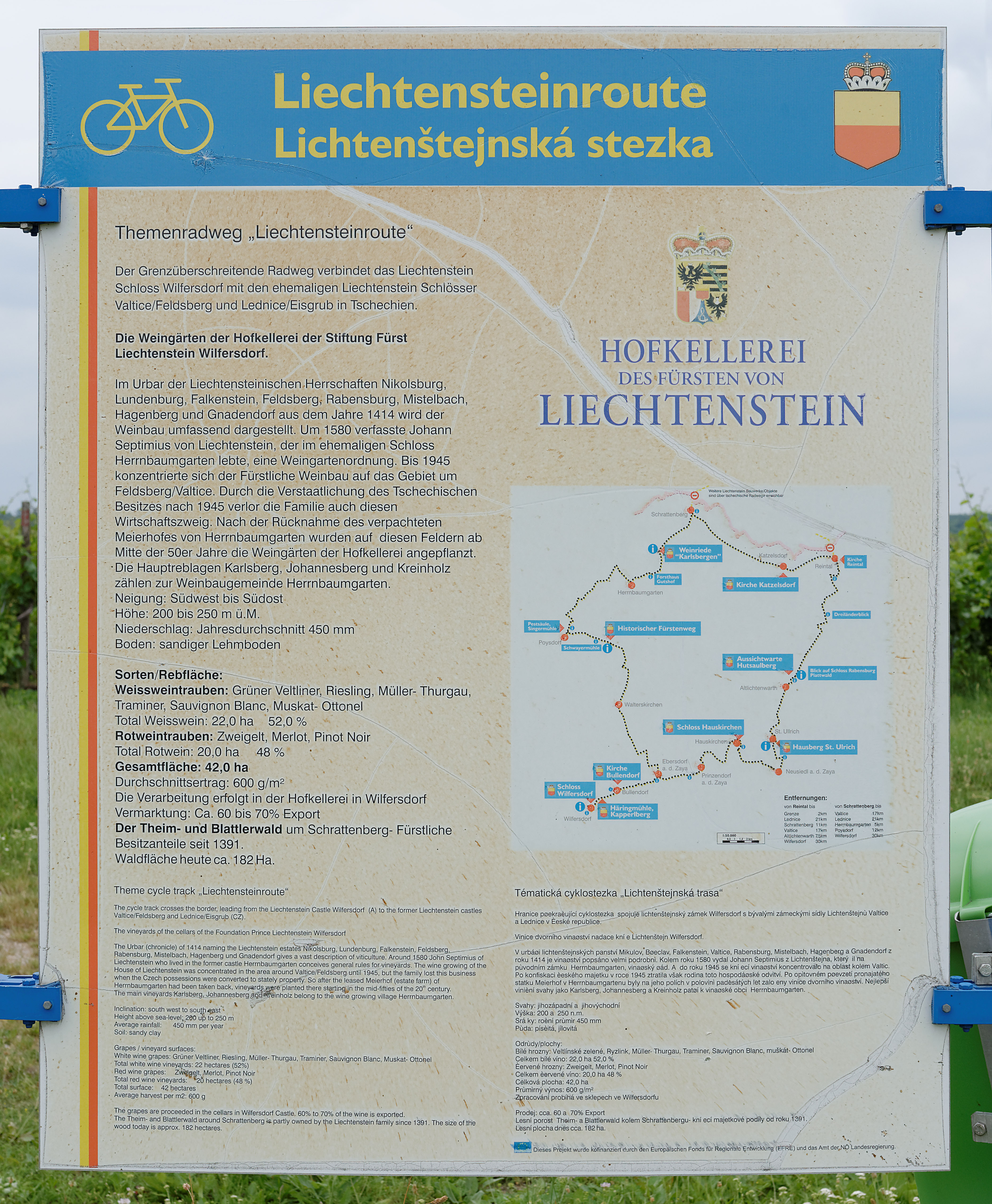
Info-Tafel bei Schrattenberg